# باب حادی عشر
الباب الحادی عشر فیما یجب علی عامة المکلفین من معرفة أصول الدین معروف به باب حادی عشر نام کتابی است که توسط علامه حلی (م ۷۲۶ ق) در علم کلام به زبان عربی تألیف شده‌است. این کتاب به زبان‌های فارسی و انگلیسی نیز ترجمه شده‌است.

## ساختار
این کتاب در یک مقدمه و هفت فصل نوشته‌است. علامه حلی در مقدمه به بیان وجوب شناخت خدا از روی تحقیق و دلیل و استدلال (نه تقلید) می‌پردازد. سپس وجود خدا و اصول دین را از روی ادله عقلی و شرعی اثبات می‌کند.
- فصل اول: اثبات واجب‌الوجود و خصوصیات آن
- فصل دوم: صفات ثبوتیه
- فصل سوم: صفات سلبیه
- فصل چهارم: عدل خدا
- فصل پنجم: نبوت
- فصل ششم: امامت
- فصل هفتم: معاد[۲][۳]

## شروح
تا کنون شروح و تعلیقات فراوانی بر این کتاب زده شده‌است، مهم‌ترین شرح این کتاب توسط فاضل مقداد نوشته شده‌است. برخی دیگر از این شروح و تعلیقات عبارتند از:
- النافع یوم الحشر فی شرح باب‌الحادی عشر / فاضل مقداد[۵]
- ال‍جامع فی ترجمه النافع فی شرح باب حادی عشر / سید محمدعلی حسینی شهرستانی[۶]
- جامع الدرر، شرحی مبسوط بر باب حادی عشر / خضر بن محمد حبلرودی رازی[۷]
- ترجمه و شرح باب حادی عشر / محسن غرویان[۸]
- شرح مختصر در شرح باب حادی عشر به طریق سؤال و جواب / سید عبدالحسین طیب[۹]
- توضیح و تکمیل و تحقیق شرح باب حادی عشر در علم کلام و فلسفه / میرزا حسن مصطفوی[۱۰]
- ترجمه و شرح باب حادی عشر با متن کامل / محمدتقی محمدی[۱۱]
- شرح الباب الحادی عشر / سید کمال حیدری[۱۲]
- مفتاح الباب / ابوالفتح بن مخدوم[۱۳]
- حاشیه بر باب حادی عشر / بشیر حسین نجفی
- تعلیقه بر شرح باب حادی عشر / سید محسن خرازی[۱۴]
- نتائج الفکر فی شرح الباب الحادی عشر / محمد کرمی‌زاده[نیازمند منبع]
- حاشیه بر باب حادی عشر / کاظم قاروبی تبریزی
- شمس المشارق (شرح باب حادی عشر) / حبیب‌الله شریف کاشانی[۱۵]
- ذخر البشر فی شرح باب حادی عشر / میرزا محمود حسینی زنجانی[۱۶]
- لوازم الدین ترجمه و شرح فارسی باب حادی عشر علامه حلی نوشته ادهم خلخالی / عبدالله نورانی[۱۷]
- ترجمه و شرح باب حادی عشر / علی شیروانی[۱۸]
- ترجمه باب حادی عشر / عبدالرحیم عقیقی بخشایشی[۱۹]
- رسالة معین الفکر فی شرح کتاب الباب الحادی عشر / ابن ابی جمهور احسائی[۲۰]
- نظم باب حادی عشر / سردار کابلی[۲۱]